# Natalja Eduardowna Andreitschenko

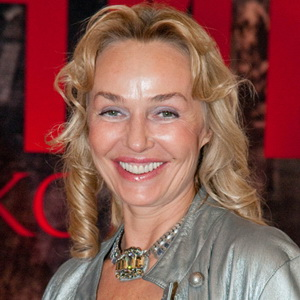
Natalja Andreitschenko, 2010

Natalja Eduardowna Andreitschenko (russisch Наталья Эдуардовна Андрейченко, wiss. Transliteration Natal'ja Ėduardovna Andrejčenko; * 3. Mai 1956 in Moskau) ist eine russische Schauspielerin, die vor allem in den 1970er und 1980er Jahren populär war. Eine ihrer berühmtesten Rollen war die Rolle von Mary Poppins in einem Musikfilm für Kinder.

## Leben
Natalja Andreitschenko beschloss bereits während ihrer Schulzeit, Schauspielerin zu werden. Nach einigen erfolglosen Versuchen, sich in die Schtschepkin-Kunstschule einzuschreiben, wurde sie im Gerassimow-Kinoinstitut aufgenommen, wo ihre Lehrer unter anderem Sergei Bondartschuk und Irina Skobzewa waren. Ihre ersten Filmauftritte waren im Jahr 1976 in den Filmen Von Sonnenaufgang bis Sonnenaufgang (От зари до зари) sowie Ein Wiegenlied für Männer (Колыбельная для мужчин). Bekanntheit erlangte sie 1979 in der Serie Sibiriade, die den Spezialpreis der Jury bei den Internationalen Filmfestspielen von Cannes gewann. Noch mehr Bekanntheit brachten ihr in der Sowjetunion ihre Rollen im Kinderfilm Auf Wiedersehen, Mary Poppins! (Мэри Поппинс, до свидания!) sowie im Film Frontromanze (Военно-полевой роман), die beide im Jahr 1983 erschienen.
Natalja Andreitschenko war zweimal verheiratet. Ihr erster Mann, mit dem sie von 1981 bis 1986 verheiratet war,  war der sowjetische Pop-Komponist Maxim Dunajewski, ein Sohn von Isaak Dunajewski. Mit ihm hat sie einen gemeinsamen Sohn. In zweiter Ehe war sie von 1986 bis 2005 mit dem österreichischen Schauspieler und Filmregisseur Maximilian Schell verheiratet. Aus der Ehe ging eine gemeinsame Tochter hervor.

## Filmografie (Auswahl)
- 1976: Von Sonnenaufgang bis Sonnenaufgang (От зари до зари)
- 1976: Ein Wiegenlied für Männer (Колыбельная для мужчин)
- 1977: Stepans Vermächtnis (Степанова памятка)
- 1978: Sibiriade (Сибириада)
- 1983: Auf Wiedersehen, Mary Poppins! (Мэри Поппинс, до свиданья!)
- 1983: Frontromanze (Военно-полевой роман)
- 1986: Peter der Große
- 1994: Der stille Don (Тихий Дон)
- 1994: Little Odessa (Маленькая Одесса)
- 1997: Dr. Quinn – Ärztin aus Leidenschaft (Folge: „Wave Goodbye“)
- 1998: Tatort: Russisches Roulette